# Extra Ecclesiam nulla salus
A expressão latina Extra Ecclesiam nulla salus, traduzida como "fora da Igreja não há salvação" ou "não há salvação fora da Igreja", é uma fórmula teológica que exprime uma doutrina tradicional do Cristianismo, especialmente presente na teologia da Igreja Católica, da Igreja Ortodoxa Oriental e, com variações significativas, em algumas tradições protestantes. Trata-se de um ensinamento que sublinha a necessidade da Igreja para a comunicação da salvação, pois nela subsistem os meios ordinários estabelecidos por Cristo para que o ser humano alcance a Vida Eterna.
A frase tem origem nos escritos de São Cipriano de Cartago, bispo e mártir do século III. Em sua obra Sobre a Unidade da Igreja Católica, ele afirma:

Não pode ter Deus por Pai quem não tem a Igreja por Mãe.— São Cipriano de Cartago no tratado De Catholicae Ecclesiae Unitate, de 251)
Com isso, Cipriano realçava a inseparabilidade entre Cristo e sua Igreja, compreendida como Corpo Místico do Senhor. A formulação Extra Ecclesiam nulla salus tornou-se um axioma na tradição patrística e, ao longo dos séculos, foi reiterada por diversos Concílios e documentos do Magistério da Igreja.

## Interpretação teológica
Na Igreja Católica, esta doutrina é um dogma de fé, mas precisa ser corretamente compreendida em seu contexto completo.  Conforme o ensinamento do Concílio Vaticano II (em documentos como Lumen Gentium, especialmente nos parágrafos 14-16), a afirmação não significa que, necessariamente, apenas os membros visíveis da Igreja Católica serão salvos. Na realidade, reconhece-se que:
- Aqueles que conhecem a Igreja e, mesmo assim, se afastam dela com plena consciência e liberdade, colocam-se em risco espiritual.

- Por outro lado, os que, sem culpa própria, ignoram o Evangelho de Cristo e sua Igreja, mas buscam sinceramente a Deus e procuram cumprir sua vontade conforme a conhecem pela reta consciência, podem alcançar a salvação. Isso se dá em virtude da Graça divina, que não está limitada aos canais visíveis da Igreja, ainda que esses sejam os meios ordinários da salvação.

Assim, a frase deve ser entendida à luz da economia da salvação, onde a Igreja, instituída por Cristo, permanece o sacramento universal da salvação, sem que isso exclua a misericórdia de Deus operando de formas extraordinárias.

## Visões entre as tradições cristãs
- Igreja Católica: Enfatiza a Igreja como único Corpo Místico de Cristo, necessário para a salvação, mas admite que elementos de verdade e santificação podem existir fora de seus limites visíveis, especialmente nas comunidades cristãs separadas, como a Sagrada Escritura, a vida de oração, os sacramentos válidos (como o Batismo), e a ação do Espírito Santo. Esses elementos, embora não pertençam à Igreja em sua totalidade visível, são “impulsos em direção à unidade católica” e sinais da presença operante de Cristo.

- Igreja Ortodoxa Oriental: Compreende-se também como a única Igreja verdadeira, e interpreta a frase dentro de sua eclesiologia sacramental.

- Tradições protestantes históricas: Tendem a interpretar a "Igreja" como a comunhão invisível dos fiéis eleitos por Deus. Para essas tradições, a pertença visível a uma instituição eclesiástica específica não é absolutamente necessária para a salvação.

## Fundamento bíblico
A doutrina é amplamente baseada em Marcos 16,15–16:
Disse-lhes: "Ide por todo o mundo, pregai o Evangelho a toda a criatura.
O que crer e for batizado, será salvo; o que, porém, não crer, será condenado.— Bíblia Sagrada, tradução (Católica) Mato Soares (1956)